# オーディナリー (紋章学)

エスカッシャン
フィールド
サポーター
モットー (スコットランド)
クレスト
リース
マント
ヘルメット
クラウン/コロネット
コンパートメント
チャージ
オーディナリー
モットー
画像ファイル（環境により文字がずれることもあります）

オーディナリー（英: Ordinary、仏: Pièce）は、紋章学における紋章の単純な幾何学的な図形（チャージ）である。同じように幾何学的ではあってもラインやフィールドを分割する線とは区別される。また、幾何学的な図形のチャージであってもオーディナリーとは呼ばれないものもあることに注意しなければならない。
サブオーディナリー (Sub-ordinary) と呼ばれるいくつかの幾何学的なチャージは、たとえ伝統的なオーディナリーとほぼ同じくらいの長期間使われてきたものだったとしても、紋章官によって一段低い地位を与えられている。ディミニュティブは通常のオーディナリーより細い、又は小さい同じ形のチャージであるが、そのようなチャージのうちのいくつかは通常の大きさのチャージのディミニュティブとは定義されないこともある。

## 区分と範囲
多くのチャージの中で、どれをサブオーディナリーも含めたオーディナリーとするかは定説がなく、文献によって様々な解釈がある。紋章学の黎明期から使われ続けたことからもっとも基本的なチャージとされ、「高貴なるオーディナリー」と呼ばれるものは、チーフ、フェス、ペイル、ベンド、シェブロン、クロス及びサルタイアーの7種類でほぼ共通している。ところが、ポールはサブオーディナリーにすら含まれず、フェスのディミニュティブと考えられることも多いバーが「高貴なるオーディナリー」に含まれていることもある。また、パイルもオーディナリーと考えられていることがほとんどであるものの定位置がなく、「高貴なるオーディナリー」に含まれるとする文献と、サブオーディナリーに分類する文献とに大きく分けられるため、一概にどちらに含めるかが適切とは言い難い。
サブオーディナリーに含まれるチャージについては更にその範囲に差があるが、概ねボーデュア、オール、インエスカッシャン、トレッシャー、クォーター、カントン、フローンチの7種類（カントンをクォーターと同列と考えた場合は6種類）が共通している。このほか、ロズンジ（及びフュージル）、ジャイロン及びフレットをサブオーディナリーだとする文献も相当数ある。多いものでは、レイブル、ビレット（縦長の長方形）、ラウンデルをも含むとしている。本項ではこれらもサブオーディナリーと分類することとする。

## オーディナリー
時折、「高貴なるオーディナリー」とも呼ばれるオーディナリー (Ordinaries) は、見た目はほとんどフィールドの分割のようであるが、フィールドの上に置かれる物体のように取り扱われる。多数ある幾何学的なチャージのうち、どれが正確にオーディナリーを構成するかについては多くの議論があるが、次に示すような特定のものはオーディナリーとして受け入れられている。
オーディナリーには、次のようなものがある。
ベンド (bend)デキスター・チーフ（盾を持つ側から見て右上）からシニスター・ベース（同左下）に向かう斜めの帯。ベンド・シニスター (bend sinister) は、シニスター・チーフ（盾を持つ側から見て左上）からデキスター・ベース（同右下）に向かう斜めの帯。
フェス (fess)シールドの中央を通って左右にわたる横帯である。
ペイル (pale)シールドの頂部を始点とし、底部を終点とする、シールドの幅の3分の1の幅の垂直のチャージである。シールドの幅の半分を占める以外はペイルと同様の「カナディアン・ペイル」は、元筆頭上級紋章官 (Garter King of Arms) コンラッド・スワン (Conrad Swan) によって、1964年に考案された。カナディアン・ペイルは、カナダの国旗をはじめとしてレーダー (Alfred Rehder) の紋章で見ることができる。
チーフ (chief)シールドの上部3分の1に位置するフェスである。
シェブロン (chevron)シールドの左側の中央から右側の中央までアーチ状になっている、逆V字形ののこぎりの歯のようなチャージである。
クロス (cross)垂直な帯と水平の帯が交わる十字のチャージである。
サルタイアー (saltire)右上から左下にわたる帯と左上から右下にわたる帯が交差した斜め十字のチャージである。
ポール (pall)フィールド全体にわたるY字形のチャージであり、スコットランドの紋章によく見られる。
パイル (pile)シールドの頂部（チーフ）から底部（ベース）にわたる下向きの三角形のチャージである。

## サブオーディナリー
サブオーディナリー (Sub-ordinaries) には、次のようなものがある。
ボーデュア (bordure)シールド周囲の縁取るチャージである。紛らわしいことに、ボーデュアがある位置にいくつかのチャージ（特に指定しない場合は8個）が配置されるとき、オールでないにもかかわらずそのような配置を「イン・オール (in orle) 」と記述する。
オール (orle)シールドの外周から離されている縁取りのチャージであり、もうひとつのシールドを切り取ったシールドのように見える。オールにはディミニュティブがないにもかかわらず、通常より狭いオールであるフィレット・オールといった例もある。オールには、他のチャージを重ねられない。
トレッシャー (tressure)シールドの外周から離されている縁取りのチャージであるという点ではオールと同様であるが、より細く、二重にして用いるのが通例である。フローリーと呼ばれる装飾を施すことが多いが、必ず装飾しなければならないわけではない。オールのディミニュティブと考えられることもある。
クォーター (quarter)シールドの左上端（紋章学用語ではデキスター・チーフ）の4分の1を覆うチャージであり、特に指定しなければその位置になる。右上に置かれたクォーターは、シニスター・クォーターと呼ばれる。
ジャイロン (gyron)フィールドの中心点を頂点とする三角形のチャージである。単独で用いられることは極めて稀で、ほとんどの場合ジャイロニーという放射状の模様として用いられる。
フローンチ (flaunch)シールドの左右の端から張り出している円弧状のチャージである。必ず左右1つずつの組で用いられる。
ロズンジ (lozenge)ダイヤモンド形とも形容される、横幅よりも縦の長さのほうが長い菱形のチャージである。これよりも若干横幅の狭いものとして、フュージル (fusil) がある。
ビレット (billet)横幅よりも縦の長さのほうが長い長方形のチャージである。これを横に倒したものをビレット・クーシェと呼ぶ。
ラウンデル (roundel)円形のチャージの総称である。イギリスの紋章学では、ラウンデルに塗られたティンクチャーにより名称が決まるようになっている。
フレット (fret)ベンドレットとベンドレット・シニスターの2本の細い斜め帯と、マスクルと呼ばれる中空の菱形を織り合わせたチャージである。
レイブル (label)主に盾の上部に渡される、3つ以上の垂れがある横帯のチャージである。ケイデンシー・マークとして古くから使われる。

## ディミニュティブ
ディミニュティブ (Diminutives) は、通常のオーディナリーより細い、又は小さい同じ形のチャージの総称である。ディミニュティブの形は、通常、同一フィールドにそれらのうちの2つ以上を配置するために、典型的に通常のオーディナリーよりも細い。
バトン (baton)ベンドのディミニュティブである。フィールドの端にまで達していないベンドを指す。1つだけで用いることもできる。しばしばベンドレット・クーペド (bendlet couped) と記述されることもある。
ベンドレット (bendlets)ベンドのディミニュティブである。原則的にはベンドの半分の幅のものであるが、これは必ずしも厳しく制限されているわけではない。ベンド・シニスターのディミニュティブはスカーペと呼ばれる。
バー (bars)原則的には複数のフェスを表すが、フェスより必ずしも少しも細いとは限らず、その幅も特に決まりがない。バーが1本だけある場合は、それとフェスを明確に区別するためにより細いことを明示するのに用いられる。
バーリュレット (barrulets)バーのディミニュティブであるが、決して単独では用いられることがない。Scheffeld の紋章には、驚くことに1.5個のバーが描かれているが、同様にバーもめったに単独で使われることがない。
ペイレット (pallets)ペイルのディミニュティブである。原則的に複数のペイルを表す。
シェブロネル (chevronels)シェブロンのディミニュティブである。原則的に複数のシェブロンを表す。
カントン (canton)クォーターのディミニュティブである。カントンだけは例外としてディミニュティブではあってもフィールドに複数配置されることはない。カントンは原則としてはシールドの左上、縦横ともにシールドの3分の1の幅を持つ方形（つまり面積はシールドの9分の1）を占める。原則上は、カントンは最初からシールドにある部分ではなく、後から何らかの追加をした部分であることがほとんどであるが、例外もあり、これが必ずしも正しいとは限らない。
シェイクフォーク (shakefork)ポールのディミニュティブである。ポールの3本の腕が上端左右の角及び下端のいずれにも達しておらず、それぞれの先端が尖っているものを指す。幅については特に決まりがない。
ディミニュティブは、オーディナリーに限らず、フィールドの分割にもある。バリーは背景を指定された数の横縞に分けることを意味する。ベンディやペイリーのように大部分の分割にもディミニュティブがある。バリーやペイリーは、原色と金属色が交互に現れる偶数の縞模様にならなければならない。もしその縞模様が奇数であったならば、それはあるティンクチャーを地とするペイレット又はバーである。

## アブスコンデッド
クォーター又はカントンによって別のチャージが完全に隠されてしまうことがある。隠されたチャージは、「アブスコンデッド (absconded) 」と呼ばれる。クォーターによって隠されているチャージの非常に変わった例をロバート・スチュワートの紋章で見ることができる（シールドの図は脚注のリンクを参照）。
Or a fess chequy of four tracts Azure and Argent between two buckles in chief and a garb in base of the Second; a sinister quarter Or bearing a lymphad Sable with sail set absconding one of the buckles and part of the fess; in the dexter base another quarter of the same absconding part of the fess
シールドがフェスとカントンの両方を含む場合、それらの間を分割線で分けることなく常に通常通りの大きさで描かれるため、それらがつながっている1つのチャージであるかのように見え、フェスとカントンを同時に用いてシールドに描くのは初心者を混乱させることがある。カントンはシニスターに置くこともできるが、これはめったに見られない。「カントン・シニスター」と特に記述しない限りカントンはデキスターにある。
カントンのディミニュティブは、チェッキー (chequy) のフィールドの格子模様である。これは決して単独では用いられない。ちょうど、チェス盤と同様の模様である。

## ヴォイド

ヴォイデッドの例。
Argent two hearts voided and entwined surmounted by a crown voided and a crosslet all gules, a bordure gobonny azure a fleur-de-lis or and gules a castle with three turrets or.

大抵はオーディナリーとサブオーディナリーであるが、どんな種類のチャージでもヴォイデッド (voided) という記述で穴を空けることができる。これは、特別な説明をせずともそのチャージの後ろにあるフィールドが見えるように「チャージに穴を空け、縁の部分だけを残す」ことを意味する。紋章記述ではこういったことも可能であるが、非常に珍しい。ヴォイドで空けた穴にはチャージの後ろにあるフィールドとは異なるティンクチャーを指定することもでき、ヴォイデッドの後に続けてティンクチャーを指定しなければならない。例えば、次の紋章記述は、銀色の地に赤色の星を描き、その中を同じ形の星形に抜き、空いた穴を金色で塗るというものである。
Argent, a mullet gules, voided or
南アフリカのニュートン工業高等学校の校章の場合のように、ヴォイドによって空ける穴をチャージと異なる別のチャージの形にすることもある。この場合は、オーアの菱形のチャージに花形の穴を空けるという意味である（太字部分）。
Quarterly gules and sable; a lozenge or voided of a quatrefoil; at its centre a cog wheel argent; the whole within a border or